# Gethyllis heinzeana
Gethyllis heinzeana là một loài thực vật có hoa trong họ Amaryllidaceae. Loài này được D.Müll.-Doblies mô tả khoa học đầu tiên năm 1986.